# Membranipora bartschi
Membranipora bartschi är en mossdjursart som beskrevs av Ferdinand Canu och Ray Smith Bassler 1929. Membranipora bartschi ingår i släktet Membranipora och familjen Membraniporidae. Inga underarter finns listade i Catalogue of Life.